# المتحف التركي

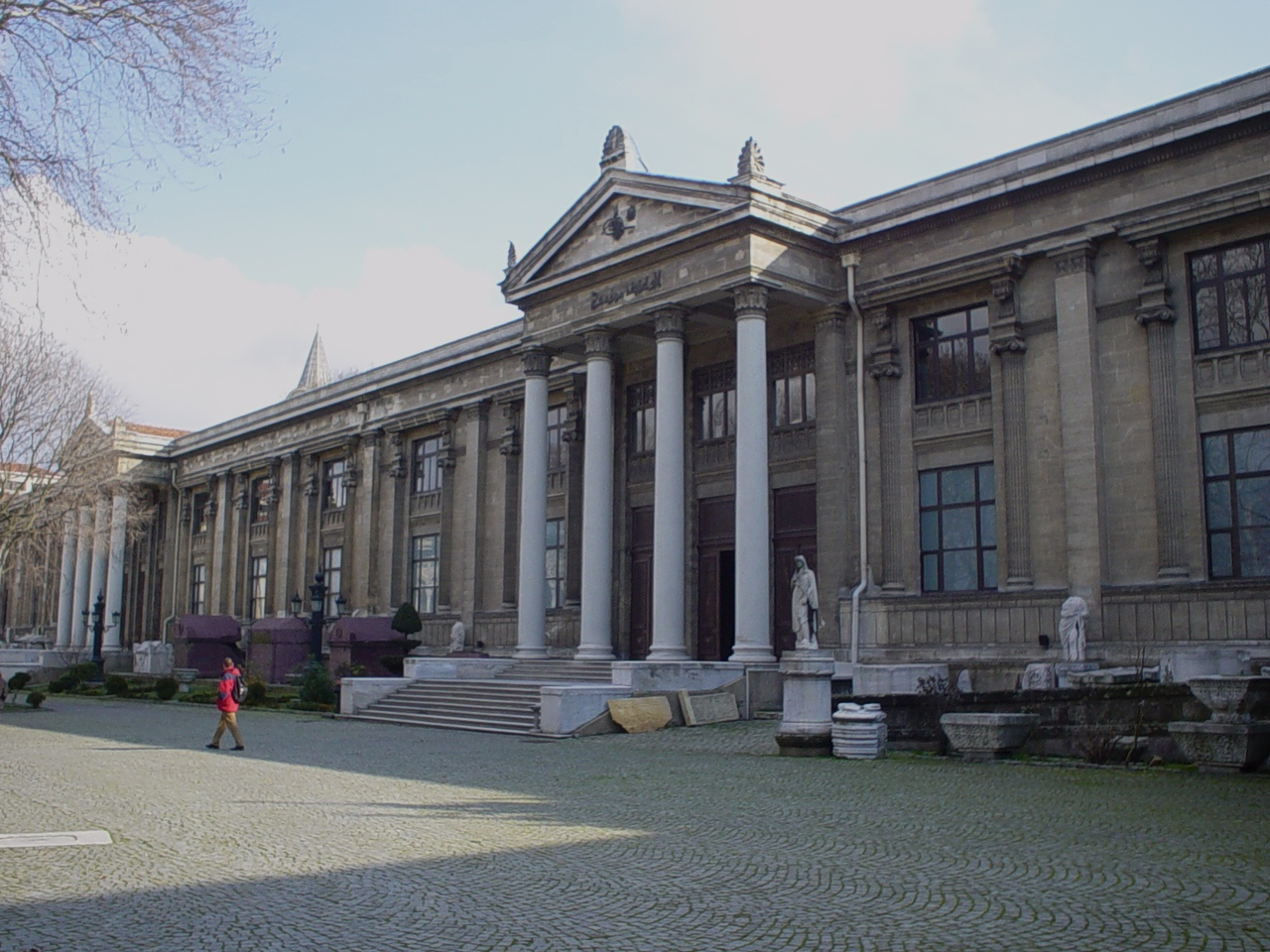
متحف إسطنبول الأثري.

المتاحف في تركيا  بدأت أولى الفعاليات المتحفية في تركيا أواسط القرن التاسع عشر. تم تدشين العمل المتحفي في عام 1846 في عهد السلطان عبد المجيد، عندما قام مشير طوبخانة العامرة أحمد فتحي باشا بجمع الآثار القديمة وخاصة الأسلحة القديمة في كنيسة آيا ايريني. أطلق على كنيسة آيا ايريني اسم متحف الهومايون في عهد التنظيمات (الإصلاحات).
بدأ النشاط المتحفي في تركيا بالمعنى الحديث في أواخر القرن التاسع عشر على يد الرسام والمتحفي عثمان حمدي بك، وشهد تقدماً ملموساً بعد إعلان الجمهورية. ويعود ذلك إلى ما أولاه أتاتورك من اهتمام واسع لأعمال بحث ودراسة واستكشاف مكونات تركيا الثقافية، وتوسيع إقامة وإنشاء المتاحف في ربوع البلاد. وأثناء إعلان الجمهورية كانت المتاحف الموجودة في تركيا تعرف باسم متاحف «الآثار العتيقة»، وهي متحف الآثار في إسطنبول والمتحف العسكري في أيايريني ومتحف الأوقاف الإسلامية في مبنى كلية السليمانية وعدد قليل من فروع «متحف الهمايون» لدى المدن الكبيرة في الأناضول.
تم فتح قصر طوب قابي، الذي تم تحويله مع كل محتوياته إلى متحف، للزيارة في عام 1927. وفي نفس العام أعيد تنظيم متحف الأوقاف الإسلامية، تحت اسم «متحف الآثار التركية الإسلامية»، ودار العبادة لمولانا في قونيا حولت إلى متحف. وأول مبنى صمم ليكون متحفا في البلاد هو «متحف أنقرة للأتنوغرافيا»، كما أقيمت متاحف جديدة في كل من بورصا وأضنه ومانيسا وأزمير وقيصري وأنطاليا وأفيون وبرغاما وأدرنه.
ومتحف الحيثيين أقيم عام 1940 في بزار محمود باشا، وحوّل إلى متحف حضارات الأناضول بعد ترميمه عام 1967. واليوم يوجد في البلاد 188 متحفاً تابعاً لوزارة الثقافة والسياحة، وتشرف الوزارة على 125 متحفاً خاصاً و1.444 داراً للمقتنيات الأثرية.
تعود المجموعات الأثرية المعروضة في المتاحف لحضارات قامت فوق الأناضول بصورة عامة وهي آثار استخرجت خلال حفريات بدأت في عام 1935. إلى جانب المقتنيات ذات الثقل الاركيولوجي، هناك آثار تأتي في المرتبة الثانية من حيث التصنيف، تعود إلى العهود التركية – الإسلامية والفنون الشرقية القديمة. وأيضاً توجد متاحف عن التاريخ العثماني وحرب التحرير الوطنية والثورات، هي أصلاً أماكن رممت ونظمت مع كافة مجوداتها ثم حولت إلى متاحف يرتادها عامة الناس.
فلديك منزل أتاتورك في أنقرة، الذي تم تشييده نسخة طبق الأصل للمنزل الذي ولد فيه بمدينة سيلانيك. وهذا المتحف، الذي يعرض بالوثائق والمستندات حياة ومبادئ أتاتورك، مفتوح للزيارة.
كما تم تحويل الدور والمنازل وبقية الأماكن التي نزل فيها أتاتورك واستضافته أثناء قيادته وتوجيهه لحرب التحرير الوطنية لدى العديد من المدن إلى متاحف للزيارة.

وفئة أخرى من المتاحف في البلاد هي «متحف المنازل» و«متحف الذكريات» فمثلاً «قصر جاقير أغا للضيافة» في بيرجي، و«قصر حضرانلار للضيافة» في آماسيا، و«منزل متحف ضياء غوك ألب» في ديار بكر و«منزل آشيان لتوفيق فكرت» في إسطنبول.
وقد تم البدء بأعمال الحفاظ على المباني التاريخية بتحويلها إلى متاحف في الثلاثينات. وبين أهم نماذج هذه المباني نذكر مثلاً أيا صوفيا وقصر ضولمه بهجة ومساجد قارئة وفتحية وإمراهور في إسطنبول، والضريح الأخضر وكلية مرادية في بورصا. كما تم تنظيم العديد من المدن التاريخية والأثرية كمتاحف مفتوحة في الهواء الطلق، مثل بوغاز كوي وأفس وبرغاما وأفروديسياس وأسبندوس وقراتبه وغورامه وبيرغا.
وتتعاون تركيا مع المؤسسات الدولية والعالمية في مجال حماية التراث التاريخي والنشاط المتحفي، منها المجلس الدولي للمواقع والنصب التاريخية التابعة لليونسكو ومجلس المتاحف الدولي والمنظمات الوطنية التركية. ومن المتاحف التركية الحائزة على الجوائز نذكر متحف إسطنبول للآثار الإسلامية والتركية وقد حصل على جائزة «أفضل متحف» من المجلس الأوروبي عام 1984، ومتحف ساد بيرك هانم الذي نال جائزة نوسترا الأوربية عام 1988.
كما حصل متحف أنطاليا عام 1988 على تسمية «أفضل متحف لتلك السنة» بينما حصلت متاحف آثار إسطنبول عام 1989 على «جائزة المجلس الأوربي» ومتحف آثار بودروم المائي على تسمية «أفضل متاحف السنة عام1995». ومتحف رحمي. م. قوج الصناعي في إسطنبول تم اختياره من قبل المجلس الأوروبي أفضل متحف لعام 1996 ونال جائزة المتحف الخاص. أمّا متحف أنقرة لحضارات الأناضول فقد نال عام 1997 جائزة أفضل متحف أوروبي. وأخيراً حصل متحف الصحة لجامعة تراقيا (متحف خاص) عام 2003 على الجائزة الخاصة لأفضل متاحف أوروبا لذلك العام.
يتم كل عام تنظيم معارض داخل البلاد وخارجها من أجل التعريف بالقيم التي تمتلكها تركيا. ففي عام 2008، تم تنظيم المعارض التالية: «خزائن قصر طوب قابي – السلالة العثمانية العظيمة» في اليابان، و«فن الخط العثماني أسطر ذهبية من متحف ثاقب صابانجي» في إسبانيا، و«أواني خزفية من قصر طوب قابي ومتحف إسطنبول للآثار التركية والإسلامية» في السويد، و«حاضريان» في بريطانيا، و«!Evet-Ja, Ich Will ثقافة وموضة الأعراس من 1800 إلى اليوم: تلاقي الألمان – الأتراك» في ألمانيا، و«شرائح من الثقافة اليهودية» و«لاله قافتان ولفني: خلع ومنمنمات من قصر طوب قابي» و«Palimsest Reclaimed – الطبقات المكتسبة وما بعد بابل في أمريكا: الفن والتجارة والدبلوماسية في الألفين قبل الميلاد» في تركيا، و«ما وراء الحدود» في قطر.	
في عام 2008، تم تنظيم معارض «حضارة الفريغيين المحفوفة بالأسرار» و«البحث عن الجميل في أراضي الأناضول» و«آرتميسيون أفس: المكان المقدس لإلهة» و«أفروديسياس» و«جاذبية الشرق» و«خياط القصر: الأعمال التي قامت بها عائلة غير مسلمة في البلاط العثماني»، وفي أنقرة «الحقوق في الأناضول في العهود القديمة».
زار المتاحف والأماكن الأثرية والأطلال التابعة لوزارة الثقافة والسياحة 22.662.590 شخصاً في عام 2008.

## متاحف إسطنبولالأوربية والأسيوية
متحف آيا صوفيا
متحف قصر توبكابي - متحف إسطنبول آثار الرسول
متاحف إسطنبول الأثرية Museums of Istanbul
متحف إسطنبول للفسيفساء
متحف الفنون التركية والإسلامية.
متحف تاريخ العلوم والتكنولوجيا في الإسلام
كنيسة شورا - متحف الفسيفساء
متحف قصر يلدز
متحف روملي هيسار.
متحف الطائرات الورقية Uçurtma Müzesi
متحف الشوكولا إسطنبول Çikolata Müzesi
متحف تركيا للأحياء البحرية Türkiye Deniz Canlıları Müzesi
متحف الشمع في إسطنبول | متحف مدام توسو في إسطنبول
متحف إسطنبول للفن الحديث
متحف الثلج
متحف ميني تورك Minia turk
متحف حیدر باشا
متحف الطيران إسطنبول
متحف سيارات إسطنبول متحف صبرى ارتام – sabri artam museum
متحف رحمي كوج إسطنبول | المتحف الصناعي Industrial Museum
متحف إسطنبول بانوراما - Panorama 1453 History Museum
متحف بيرا إسطنبول -  Pera Museum
متحف ساكب سابانشي Sakip Sabanci Museum
متحف تراث الفنون البدوي Heritage Nomadic Art Gallery
متحف اتاتورك Ataturk Museum
متحف الدمى إسطنبول للالعاب Istanbul Toy Museum

متحف إسطنبول العسكري istanbul military museum